# Триклинная сингония

Элементарная ячейка в триклинной сингонии

Трикли́нная сингони́я — одна из семи сингоний в кристаллографии. Её элементарная ячейка определяется тремя базовыми векторами (трансляциями) разной длины, все углы между которыми не являются прямыми. Таким образом, форма ячейки определяется шестью параметрами: длинами базовых векторов a, b и c и углами между ними α, β и γ. Объём ячейки равен {\displaystyle abc{\sqrt {1-\cos ^{2}\alpha -\cos ^{2}\beta -\cos ^{2}\gamma +2\cos \alpha \cos \beta \cos \gamma }}.}
В триклинной сингонии существуют две точечные группы, одна из которых ( 1 ) не обладает ни одним элементом симметрии, а другая ( {\displaystyle {\overline {1}}} ) — имеет только центр симметрии. В нижеследующей таблице приведён список точечных групп (классов симметрии) триклинной сингонии: их международное обозначение и обозначение по Шёнфлиссу, а также примеры кристаллов, симметрия которых относится к указанной группе.
| Название                     | Обозначение                     | Обозначение                                     |                                                      |
| Название                     | международное                   | по Шёнфлису                                     | Примеры                                              |
| ---------------------------- | ------------------------------- | ----------------------------------------------- | ---------------------------------------------------- |
| Примитивный (моноэдрический) | {\displaystyle 1}               | {\displaystyle C_{1}}                           | волластонит (силикат кальция), пирофосфат свинца(II) |
| Центральный (пинакоидальный) | {\displaystyle {\overline {1}}} | {\displaystyle C_{i}} или {\displaystyle S_{2}} | бирюза, ортофосфат меди(II), воксит                  |